# سلیمان آتلی
سلیمان آتلی (زاده ۲۷ ژوئیه ۱۹۹۴ در آیدین، ترکیه) کشتی‌گیر آزاد کار ترک تبار می‌باشد که در دسته ۵۷- کیلوگرم به رقابت می‌پردازد.
از افتخارات وی می‌توان به کسب مدال نقره مسابقات قهرمانی کشتی جهان ۲۰۱۹ و مدال برنز مسابقات قهرمانی کشتی جهان ۲۰۱۸ اشاره کرد.

## مسابقات قهرمانی کشتی جهان ۲۰۱۸
آتلی در وزن ۵۷ کیلوگرم کشتی آزاد مسابقات قهرمانی کشتی جهان ۲۰۱۸ بوداپست حاضر بود که در مسابقه اول و دوم آندری دوکوف از رومانی و نودیرجان صفراف از ازبکستان را شکست داد اما در دور بعد به نوری‌سلام سانایف از قزاقستان باخت و با توجه به حضور این کشتی‌گیر در فینال، به دیدار شانس مجدد رفت. او در اولین مسابقه شانس مجدد جاش فایلایوگا از ساموای آمریکا را شکست داد و به دیدار رده‌بندی راه یافت. وی در دیدار رده‌بندی توماس گیلمن از آمریکا را شکست داد و مدال برنز وزن ۵۷ کیلوگرم را بدست آورد.

## مسابقات قهرمانی کشتی جهان ۲۰۱۹
آتلی در وزن ۵۷ کیلوگرم کشتی آزاد مسابقات قهرمانی کشتی جهان ۲۰۱۹ نورسلطان حاضر بود که لیانگ شااوفنگ از چین، گیوی داویدووی از ایتالیا، استوان میشیچ از صربستان و نوری‌سلام سانایف از قزاقستان را شکست داد و به فینال رسید. وی در دیدار نهایی از زائور اوگویف از روسیه شکست خورد و به مدال نقره وزن ۵۷ کیلوگرم رسید.